# ラクソール (サマセット)
ラクソール（英: Wraxall）は、イングランド・サマセットのノース・サマセットにある村でブリストルの西6マイル (10 km)に位置する。1811年までは同じ名前の行政教区に、ネイルシーやフラックス・ボートンも含まれていた。現在はラクソール・アンド・フェイランド行政教区に含まれている。

## 歴史
ラクソールという名前は、サマセットだけでなく近隣のウィルトシャーやドーセットにも見られるが、「ノスリが頻繁に訪れる人里離れた場所」（英: "a nook of land frequented by buzzards"）というのが語源と考えられている。
川岸の土手や水路で囲まれた楕円形の防御用土塁は、400メートル (1,300 ft)南にある荘園農園を守るために作られた、鉄器時代の防御施設とされている。
ラクソール・コート（英: Wraxall Court）は、この地区の元々のマナー・ハウスである。イングランドのノルマン征服が起こった後、荘園はデ・ロックシェール家（英: The De Wrokeshale family）の所有となり、結婚によってモアヴィル家（英: The Moreville family）・ゴージズ家へと受け継がれた。ラクソールの教区はポートベリーのハンドレッドの一部だった。ヴィクトリア朝には、フォード家がラクソール・コートに入居していた。第二次世界大戦中にコートは海軍本部に接収され、後にブリストル大学の学生寮に作り替えられた。
さびれた中世の集落から続く土塁は、ラクソール・ハウスから300メートル (980 ft)東南東の位置にあるが、これは家や囲い (Enclosure) の存在を指し示すもので、中世には水車小屋があった可能性も指摘されている。
ノース・サマセットを流れる川、ランド・ヨーには、ウォータークレス・ファーム（英: Watercress Farm）に1基だけ水車が設置されている。1885年以前に建てられ、小さなレンガ小屋に納められたこの水車は、直径6フィート (1.8 m)で、ポンプとして利用されている。18世紀から19世紀にかけては、ラクソール教区に別の水車もあったが、1885年までに使用されなくなり、1950年までに荒廃している。この水車は、道路を拡張しラクソール・スコア（英: Wraxall Score）を直線化するため、1961年に取り壊された。現在ではラクソール・ハウスの入り口に壊れた壁だけが残されている。
「ザ・ロックス」（英: "The Rocks"）として知られる地区は、バトルアクシズ（英: The Battleaxes）からフェイランドまで広がっており、地元原産の建築用石材、魚卵状礫岩の採石場が数多く存在する。フェイランドにはかつて支聖堂があったが、現在ではヴィクトリア朝の教会・聖バーソロミュー教会が別に建っている。
バトルアクシズ・フリー・ハウス（英: The Battleaxes free house）は、1838年に建てられ、現在ではグレードII（第2級）指定建築物 (listed building) となっている。また以前は「ウィディクーム・アームズ」（英: The Widdicombe Arms）として知られていた。この建物は、元々ティンツフィールド地所の労働者向けに、集会場として作られたものだった。
ラクソール・ヒル（英: Wraxall Hill）がブリストル・ロード（B3130号線）と交わる小さな三角地には、かつてラクソール・クロス・ツリー（英: Wraxall Cross Tree）と呼ばれた大きなニレの木が建っていた。元々の木にはうろが出来てしまい、地元の子供たちはその中を登って遊んでいた。木は次第にニレ立枯病に屈し、1977年5月に倒木した。ラクソール・スクールは、木がウォータークレス・ファームへ運ばれるのを子供たちが見られるようにこの日を休校とし、木は運ばれた先でバーベキュー用木材として使われた。跡地にはオークが植えられた。
1990年代半ばには、ネイルシーとの境に新しい住宅地が建てられ、現在では「ロウワー・ラクソール」（英: Lower Wraxall）と呼ばれている。ほとんどの住宅は、ラクソールがブリストルのベッドタウンとなる過程で建てられたものである。
2007年4月には、チャールトン・ファームにこども病院が建てられた。チャールトン・ファームは、ティンツフィールド地所の一角を成し、中世のチャールトン・ハウスと関係がある場所である。チルドレンズ・ホスピス・サウス・ウェストが入院している子供たちに緩和医療を提供しており、外来患者向けやデイケア治療も行っている。開設は、ブリストルやサマセット地区で数年に渡って集められた基金によって成し遂げられたものである。

## 考古学
1950年から1953年にかけて、タワー・ハウス・ファームからタワー・ハウス・レーンを下りきった先までの考古学的掘削調査が行われた。この調査でローマ時代のヴィラが見つかっている。谷には、別のローマ時代の痕跡が散在していることも分かっている。鉄器時代のヒルフォートであるキャドベリー・キャンプからは2.5キロメートル (1.6 mi)の位置にある。

## 教会

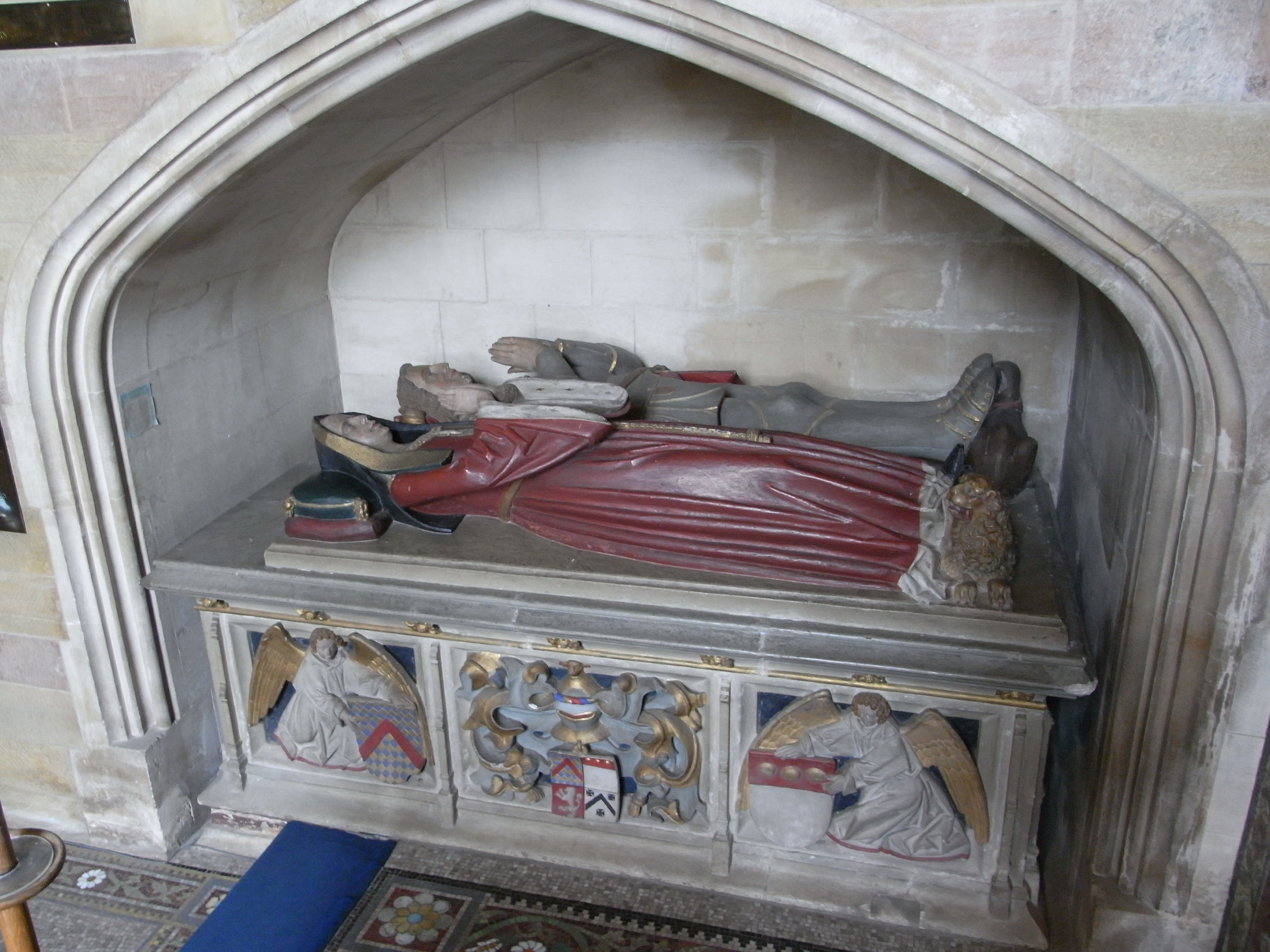
ゴージズ家のエドマンド・ゴージズ（1512年没）と妻アン・ハワード（Ann Howard）の墓。ラクソール教会の東端、内陣の北壁

教区教会である全聖人教会は12世紀に建てられ、後の時代に塔や時計、鐘が加えられた。現在はイングリッシュ・ヘリテッジによって、グレードI（第1級）指定文化財 (listed building) に指定されている。
教会の内陣には、ゴージズ家のエドマンド・ゴージズ（英: Edmond Gorges）とその妻を象った、彩色された石像がある。広大な教会の境内には、近くにあるティンツフィールド地所に名前が残るティント家（英: The Tynte family）の記念碑もいくつか残っている。教会塔には変イ長調に調律された8つの鐘が設置されている。最も古い鐘は18世紀初頭にチュー・ストークで鋳造されたもので、1番重いテナーの鐘は1.1トンを超える重さがある。17世紀には近くに牧師館が建てられた。
教会の南東にある村の鍛冶屋の隣には、"Remember Lot's Wife"（意味：ロットの妻を忘れない）と名付けられたパブリック・ハウスがあった。この建物は、1920年頃に、ジョージ・ギブズ大佐によって取り壊され、下方にあった村の教会の境内拡張に使われている。

## ティンツフィールド地所

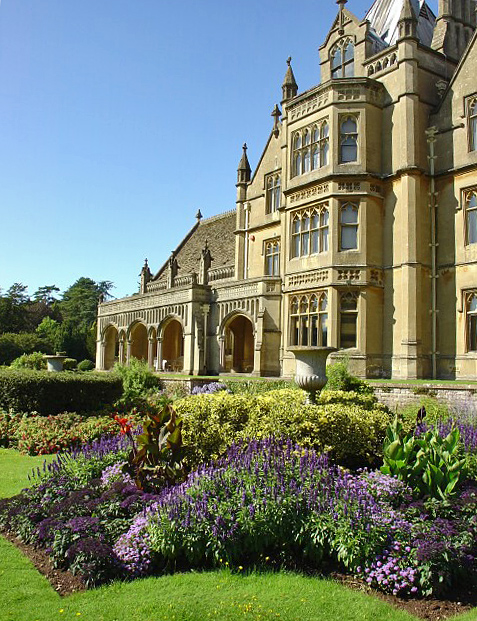
ティンツフィールドの邸宅

ティンツフィールドは、巨大なゴシック・リヴァイヴァル建築の邸宅と、その周辺の地所両方を指す言葉である。
元々ティンツフィールド地所には2つの大きなマナー・ハウスが建っていたが、第2代ラクソール男爵が亡くなったのをきっかけに、地所は2つに分割された。
ティンツフィールドは、ヴィクトリア朝に建てられたゴシック・リヴァイヴァル建築であり、分割前の巨大な地所の一部を成していた。ラクソール男爵の死をきっかけに地所は売りに出され、2002年にはナショナル・トラストがティンツフィールドの邸宅を含む地所の一部を買い取っている。邸宅と周辺の地所の修繕・改修の進捗は遅く、地元の商人たちはナショナル・トラストがどのように修繕を進める気なのか尋ねたほどだった。1940年代にはアメリカ軍によって、地所内に「ティンツフィールド・キャンプ」と呼ばれる病院施設が建設され、施設内には広大なセントラル・ヒーティングの熱水暖房機ネットワークが張り巡らされた。戦後施設の用地は野原に戻され、現在でもそのまま残っている。
やや知名度の劣るベルモント・ハウス（英: Belmont House）は、ティンツフィールドからおよそ1キロメートル (0.62 mi)東に位置する。リアル・テニスのコートも備えられている。

## ノアズ・アーク・ズー
ノアズ・アーク・ズー・ファーム（意味：ノアの箱舟動物園）は、村の観光施設として役立っている。この動物園は充実した動物コレクションを持つほか、体験型施設や子供の遊び場も備えている。動物園は創造論を売り込んでいる。また動物虐待疑惑が複数回持ち上がっており、現在では動物園へ、独立した獣医師が6ヶ月ごとに視察に訪れることが定められている。

## ノース・サマセット・ショー
メイデイの一般公休日には、毎年農業フェアであるノース・サマセット・ショーが開催される。舞台はノース・サマセット・ショーグラウンドである。このショーは1840年にノース・サマセット農耕協会（英: North Somerset Ploughing Society）が始めたもので、将来の農業発展を目的として、農業の問題点に関する話し合いや、地元の一般住民向けの展示が行われている。このイベントは1990年代半ばまでアシュトン・コートで開かれていた。

## 学校

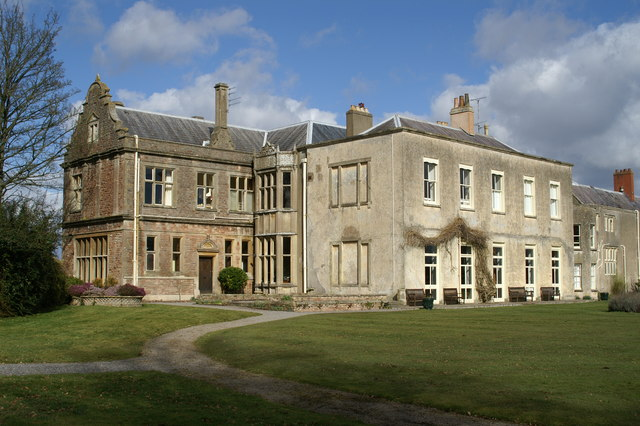
チャールトン・ハウスにあるダウンズ・スクールの建物

1801年にデーム・スクールが開設されたことが記録に残っており、ほかにも数校がこれに追随している。現在でも残る1校は1856年に建設されている。これはラクソール・イングランド国教会（VA）スクールと呼ばれ、5歳から12歳までの児童を対象に教育を行っている。道向かいには村の鍛冶屋（英: The village blacksmith）があり、近くにはストックスやさらし台も設置されていたことがある。また数世紀の間、年次の "Stumps Fair" もここで開かれていた。この地区は地元で「ラクソール・クロス・ツリー」と呼ばれている。
ブリストルから350メートル (380 yd)の場所には、かつて古い男子校が存在した（ラクソールはサマセット北部にありブリストルにも程近い）。この学校は1856年に建設され、土地はG・スミス（英: G Smyth）、建設費用はウィリアム・ギブズの寄付で賄われた。学校は1938年に閉校され、以来跡地は私有地となっている。
村にはダウンズ・プレパラトリー・スクール（英: Downs Preparatory School）という私立の上級小学校があり、チャールトン・ハウスを使用している。

## 水泳プール
B3130号線の南側、旧アメリカ軍病院の反対側には元々自然の泉があり、1890年代にここから水を引いて冷水浴用池（リドー）が作られた。現在ではコンクリートや自然石で作られた2つのプールが建築されている。北側にある小さなプールは2フィート (0.61 m)の深さで、ここから南側にある5フィート (1.5 m)の深さのプールへ水が引かれている。南側のプールには鉄製の手すりが付けられている。プールは長年使われず、消失の危機に瀕している。南側のプールはほとんどが植物など有機物で覆われてしまっている。

## 交通
最寄り駅はネイルシー・アンド・バックウェル駅で、2マイル (3 km)南側にある。また最も近い空港はブリストル空港である。
ブリストル・ロードには354号線、クリーヴドン・ロード（英: The Clevedon Road）沿いには361号線のバスが運行されている。どちらのバスもファースト・ブリストルが運行している。